# Jeff Ahl
Jeff Gustaf Ahl, född 13 februari 1987 i Tyresö församling i Stockholms län, är en svensk politiker (fram till 2018 sverigedemokrat, 2018–2023 aktiv i Alternativ för Sverige), som var ordinarie riksdagsledamot 2014–2018, invald för Sverigedemokraterna i Hallands läns valkrets.

## Biografi
Jeff Ahl växte upp i Tyresö kommun. Han medverkade 1997 i filmen Lilla Jönssonligan på styva linan i rollen som "pojken med fribiljetter". 2013 började han studera kandidatprogrammet för politik och samhällsutveckling vid Luleå Tekniska Universitet. Ahl är före detta specialistofficer vid Norrbottens regemente.
Ahl gick med i Sverigedemokraterna år 2011 och blev året efter ordförande för Sverigedemokratisk ungdom (SDU) i Norrbotten. I SDU var han en del av den falang som utmanade ordföranden Gustav Kasselstrand om makten över förbundet. 2014 kandiderade han till posten som vice ordförande på den alternativa lista som toppades av Henrik Vinge.
2013 blev Ahl ordförande för Sverigedemokraterna i Norrbotten, en post han innehade fram till 2016.
2014 invaldes Ahl i Sveriges riksdag för Sverigedemokraterna. I riksdagen var Ahl suppleant i försvarsutskottet, där han utmärkte sig som stark motståndare till ett svenskt medlemskap i Nato.

### Alternativ för Sverige
I mars 2018 lämnade Jeff Ahl Sverigedemokraterna för det nystartade Alternativ för Sverige. Han motiverade övergången med svikna vallöften och en undergiven position gentemot Moderaterna från SD:s sida. Ahl blev därmed politisk vilde i riksdagen. I riksdagsvalet 2018 fick Alternativ för Sverige 0,31% av rösterna och klarade således inte fyraprocentsspärren, vilket ledde till att Ahl förlorade sin plats i riksdagen.
I Alternativ för Sverige var Ahl medlem av partistyrelsen. Tillsammans med fem andra ledamöter valde han i mars 2023 att lämna styrelsen, i protest mot partiledaren Gustav Kasselstrands ledarskap. I juni samma år lämnade han även partiet helt och hållet.